# Odília da Alsácia
Odília da Alsácia ou Santa Odília (Obernai, ca. 660 – Hohenbourg, 720), é venerada como santa pela Igreja Católica.
Ela foi canonizada pelo Papa Pio VII em 1807. É a Padroeira da Alsácia e da boa visão.

## História
A vida de Santa Odília, é conhecida graças a um texto anônimo escrito pouco antes de 950.
No século VII, a Alsácia fazia parte da Alemanha. O governante era Aldarico, que desejava um filho para ser seu sucessor na cidade. O duque havia sido batizado a pouco e não era um cristão muito fervoroso, mas aprovava as obras de caridade feitas pela sua esposa, Benvinda, uma cristã fervorosa. 
Aldarico recebeu a notícia de que sua esposa teria um filho, e ficou muito feliz. Todavia, ao saber que havia nascido uma menina cega, expulsou-a do castelo. Sua filha foi entregue às religiosas de um mosteiro, onde ela foi educada. Um dia, receberam a visita do bispo Heraldo que dizia que um anjo dera a ordem de ir àquele mosteiro para batizar uma menina. Apresentaram a pequena cega, que ele batizou com o nome de Odília, que significa "luz de Deus". No momento do batismo, o bispo Heraldo disse: "Que os teus olhos do corpo se abram, como foram abertos os teus olhos da alma". Odília deste momento em diante passou a enxergar e recebeu o dom da profecia. Assim, depois se tornou uma das maiores místicas cristãs, com previsões que impressionam ainda hoje.
Posteriormente, ela passou a ser chamada por Otília. E o próprio bispo foi pedir para o duque receber a filha de volta no castelo. Aldarico só concordou porque já tinha nascido Hugo, irmão mais novo de Odília. Aos poucos, ela cativou o coração de seu pai, com seu jeito de ser. Arrependido, e com verdadeiro amor paterno, quis lhe arranjar um bom casamento. Odília fugiu, pois queria seguir a vida religiosa. Foi quando, Aldarico se converteu e expediu um decreto dizendo que ela estava perdoada, e que podia seguir sua vocação, e que ele ainda fundaria um mosteiro para ela. 
Foi assim que o castelo de Hohenbourg, no alto de uma montanha às margens do Rio Reno, se tornou um mosteiro. A primeira abadessa foi Odília, enquanto o mosteiro recebia novas e novas religiosas a todo o momento. Como elas atendiam os pobres, principalmente os doentes incuráveis e abandonados, logo a abadessa fundou um hospital. Mais tarde, Aldarico e Benvinda ingressaram no mosteiro, onde morreram amparados pelos cuidados da futura santa e amada filha. Todos os castelos herdados foram transformados em hospitais e mosteiros. 
Depois de muitos anos dedicados à oração, penitência e a caridade, Odília morreu em paz. Era o dia 13 de dezembro de 720. Foi sepultada no mosteiro. Desde então, por sua intercessão, os devotos que molham os olhos doentes com água proveniente da fonte do mosteiro, conseguem a graça da cura. O local se tornou um santuário em 1807, quando o Papa Pio VII autorizou seu culto, declarando-a santa, para ser festejada na data de sua morte. 
Todos os imperadores alemães, desde Carlos Magno, a homenagearam. Até o Papa Leão IX e o Rei Ricardo I da Inglaterra foram visitar seu túmulo. Santa Odília é muito venerada como protetora dos doentes da visão, dos cegos e dos médicos oftalmologistas. A Igreja a declarou padroeira da Alsácia, atualmente território francês. 
Os mosteiros e os hospitais fundados por ela foram entregues aos monges beneditinos, que mantiveram a finalidade inicial dada por Santa Otília: a assistência aos pobres e doentes incuráveis.

## Iconografia
Ela sempre aparece vestida de Abadessa Beneditina, o que a distingue de Santa Lúcia de Siracusa, e as suas representações também a mostram com um livro da Regra beneditina, com dois olhos em cima, ou a segurar um ramo igualmente com dois olhos.

## Bibliografía
- «J.P. Kirsch. Transcribed by Michael T. Barrett. Saint Odile, The Catholic Encyclopedia, Volume XI. Published 1911. New York: Robert Appleton Company. Nihil Obstat, February 1, 1911. Remy Lafort, S.T.D., Censor. Imprimatur. +John Cardinal Farley, Archbishop of New York»